# Crnuzi
Crnuzi (cyr. Црнузи) – wieś w Serbii, w okręgu zlatiborskim, w gminie Priboj. W 2011 roku liczyła 964 mieszkańców.